# Александар Ивановић
Александар Лесо Ивановић (Цетиње, 21. новембар 1911 — Титоград, 13. октобар 1965) био је црногорски песник.

## Биографија
Рођен је 21. новембра 1911. године у Доњем крају, на Цетињу. На Цетињу је завршио основну школу и нижу гимназију. Са 16 година је писао поезију и имао прву самосталну изложбу слика. Због материјалне оскудице је морао одустати од уписа на академију ликовних умјетности, па је постао чиновник.
Од 1931. године до Другог светског рата радио је у Хигијенском заводу на Цетињу, а после рата у Министарству здравља Црне Горе, Министарству просвијете. Потом, почиње да ради у издавачком предузећу Народна књига (Цетиње) као технички уредник, коректор и лектор. За нека издања Народне књиге дао је и ликовна решења и многе текстове (књижевне и друге) лекторисао, о чему се може прочитати у сећањима савременика – пријатеља и колега. Од 1956. године био је стални лектор листа „Побједа”. Члан Уређивачког одбора часописа „Стварање”, са Марком Ђоновићем и Чедом Вуковићем, био је од бр. 4, 1960. до броја 9–10, 1963. године.
Први штампани рад му је песма „Сутон” (Венац, књ. 12, св. 1, 25. 9. 1926, стр. 93). Сарађивао је у часописима и листовима: Венац (1928, 1929), Срж (1929), Преглед (1930), Записи (1930), Цетињски одјек (1931), Зетски гласник (1935), Стварање (од 1947.), Побједа (од 1946.) и Сусрети (од 1953.). Песме су му преведене на: македонски, руски, словеначки, албански, турски и енглески језик.
Био је члан Удружења књижевника Црне Горе. Добитник је награде Владе НР Црне Горе 1951. за књигу песама „Стихови” и Тринаестојулска награда 1961. године.
Умро је на Цетињу 13. октобра 1965. године.

## Збирке песама
- Стихови, Народна књига, Цетиње, 1950.
- Чапур у кршу, Графички завод, Титоград, 1960.

## Наслеђе
- Књижевна награда „Александар Лесо Ивановић” се једном годишње додјељује за најбољу књигу поезије писаца који имају пребивалиште у Црној Гори и аутора који стварају на црногорском језику у иностранству.[3]
- Улица која се налази у Подгорици, у мјесној заједници Загорич, на сједници Скупштине општине 1999. године, добила је назив Улица Александра Леса Ивановић.

## Сабрана дјела Александра Леса Ивановића
Сабрана дјела Александра Леса Ивановића, у три тома, по први пут су објављена у издању „Унирекса” из Подгорице 2018. године. Ово трокњижје сачињавају „Пјесме - у сусрет небу”.  978-86-427-1023-5., „Одабрани текстови о Александру Лесу Ивановићу - критике, огледи, прикази, сјећања”.  978-86-427-1022-8. и „У сусрет небу - фотомонографија”.  978-86-427-1026-6.. Приређивач ових сабраних дјела је проф. др Драган Копривица.
Како приређивач биљежи у поговору, о Ивановићу су писали: Бошко Пушоњић, Божо Булатовић, Чедо Вуковић, Слободан Марковић, Душан Костић, Радослав Ротковић, Мирко Бањевић, Сретен Перовић, Михаило Ражнатовић, Нико С. Мартиновић, Миленко Ратковић, Крсто Пижурица, Милорад Стојовић, Павле Ђоновић, Мирослав Ђуровић, Јанко Ђоновић, Војислав Минић, Алекса Ивановић, Ратко Ђуровић, Радомир Ивановић, Вук Крњевић, Стеван Раичковић, Мило Краљ, Зоран Живковић, Никола Рацковић, Јован Дујовић, Загорка Беркуљан, Божена Јелушић, Жарко Ђуровић, Младен Ломпар, Павле Горановић, Момир Војводић, Гојко Челебић, Драган Лакићевић, Мило Ломпар, Новица Ђурић, Будимир Дубак, Александар Ћуковић, Славко Перовић, Драгомир Брајковић, Коста Радовић и други.